# الربيع بنت معوذ
الرُّبَيِّع بنت مُعَوِّذ صحابية، وراوية للحديث عن النبي محمد، زارها النبي ﷺ صبيحة عرسها صلة لرحمها، عُمرت دهرًا، وروت أحاديث.

## سيرتها
تنتمي الربيع بنت معوذ بن الحارث بن رفاعة بن عفراء بن حرام بن جندب إلى بني عدي بن النجار وهم بطن من الخزرج. أبوها الصحابي معوذ بن الحارث الذي كان من قتلى غزوة بدر وشارك في قتل أبي جهل، وأختها الصحابية عميرة بنت معوذ. تزوجت الربيع من إياس بن البكير، فولدت له محمد. أسلمت الربيع وشاركت في بعض الغزوات مع النبي محمد، حيث كانت تخرج مع النساء للسقاية وتطبيب الجرحى وحمل القتلى. وللربيع رواية لبعض الأحاديث عن النبي محمد.

## رواياتها
- حدث عنها: أبو سلمة بن عبد الرحمن بن عوف، وسليمان بن يسار، وعبادة بن الوليد بن عبادة، وعمرو بن شعيب، وخالد بن ذكوان، وعبد الله بن محمد بن عقيل بن أبي طالب، وآخرون
- روى الواقدي قال: حدثنا عبد الحميد بن جعفر وآخر، عن أبي عبيدة بن محمد بن عمار، عن الربيع قالت: أخذت طيبا من أسماء بنت مخربة أم أبي جهل، فقالت: اكتبي لي عليك، فقلت: نعم أكتب على ربيع بنت معوذ، فقالت: حلقى وإنك لابنة قاتل سيده، قلت: بل ابنة قاتل عبده، قالت: والله لا أبيعك شيئا أبدا.
- قال حماد بن سلمة عن خالد بن ذكوان قال: دخلنا على الربيع بنت معوذ فقالت: دخل علي رسول الله في يوم عرسي، فقعد على موضع فراشي هذا، وعندنا جاريتان تضربان بدف، وتندبان آبائي الذين قتلوا يوم بدر، وقالتا فيما تقولان: وفينا نبي يعلم ما في غد فقال: أما هذا فلا تقولاه.
- روى ابن سعد قال حدثنا يحيى بن عباد، حدثنا فليح بن سليمان، حدثني عبد الله بن محمد بن عقيل، عن الربيع بنت معوذ قالت: كان بيني وبين ابن عمي كلام وهو زوجها فقلت له: لك كل شيء لي وفارقني، قال: قد فعلت قالت: فأخذ والله كل شيء لي حتى فراشي، فجئت عثمان رضي الله عنه فذكرت ذلك له، وقد حصر فقال: الشرط أملك، خذ كل شيء لها حتى عقاص رأسها إن شئت.[3]

## وفاتها
توفيت الربيع بنت معوذ في خلافة عبد الملك بن مروان سنة بضع وسبعين.